# 8553 Bradsmith
A 8553 Bradsmith (ideiglenes jelöléssel 1995 HG) a Naprendszer kisbolygóövében található aszteroida. Endate Kin és Vatanabe Kazuró fedezte fel 1995. április 20-án.